# Махтумкулі
Махтумкулі́ (туркм. Magtymguly Pyragy, перс. مخدومقلی فراغی Makhdumqoli Faraghi, (також Мактимґули) псевдонім — Фраґі́; 1724, с. Хаджіговшан — 1807, там же) — туркменський поет, родоначальник туркменської літератури.

## Біографія
Махтумкулі народився у 1724 році в селі Хаджіговшан в долині річки Атрек у передгір'ї Копетдага, де здавна жили туркмени різних в родині поета Азаді Довлетмамеда (перс. دولت‏محمد عضدي). На той час туркменські племена цього району, в тому числі і гоклен, до роду якого геркез коліна кишик належала родина Махтумкулі, були у васальній залежності від перських правителів.
Махтумкулі навчався у сільській ісламській школі (мектебе́), де викладав його батько. Ще змалку він вивчився читати перською і арабською, чому посприяли уроки батька. Так само з дитинства майбутній поет був звиклий до ремесел — лимарства, ковальства і золотарства.
У 1753 році Махтумкулі навчався один рік у медресе при усипальниці святого Ідрис-Баба у Кизил-Аяку на Амудар'ї в Бухарському ханстві.
У 1754 році Махтумкулі вирушив до Бухари, де вступив до знаменитого медресе Кокельташ, у якому навчався протягом року. Саме там він здружився з туркменом із Сирії на ім'я Нурі-Казим ібн Бахар, людиною високоосвіченою з духовним титулом мавлана. Разом із ним Махтумкулі пустився у мандри Середньою Азією — землі сучасних Туркменістану, Ірану, Узбекистану, Казахстану, Таджикистану, Афганістану, діставшись навіть півночі Індії.
У 1757 році обидва мандрівні поети прибули до Хіви, значного культурного і освітнього осередку з великим числом відомих медресе. Тут Махтумкулі вступив і закінчив навчання у медресе, збудованому ханом Ширгазі в 1713 році, і в якому навчалися особливо обдаровані учні, відзначені милістю самого хана.
У 1760 році помер батько Махтумкулі, і поет змушений був повернутися на батьківщину. На той час дівчину на ім'я Менглі, яку кохав поет, вже видали заміж за іншого чоловіка, родина якого спромоглася заплатити високий калим. Своє кохання до Менглі Махтумкулі проніс через усе життя — їй присвячено чимало ліричних творів поета. Черговим ударом долі для нього стала смерть двох старших братів, які загинули на шляху посольства до правителя Ахмед-шаха, у яке входили. Братам Махтумкулі також присвятив свої поетичні рядки. За якийсь час Махтумкулі одружився, однак обидва його сини, Сари та Ібрагім, померли у дитячому віці.
Після 1760 року і до самої смерті Махтумкулі здійснив мандрівку на півострів Мангишлак, до Астрахані, землями Азербайджану і Близького Сходу.
Поет помер у 1807 році.

## Значення Махтумкулі
Великий туркменський поет і мислитель XVIII століття Махтумкулі в історії свого народу відіграв таку ж роль, як в українській славетний Тарас Шевченко.
Махтумкулі вдалося у значній мірі змінити туркменську поетичну мову, зблизивши її з розмовною мовою туркменів, фактично він став основоположником сучасної літературної норми туркменської мови. Так само поет відійшов від традиційної арабо-перської метрики, якою послуговувалися раніші туркменські поети, замінивши її силабічною системою.
Твори Махтумкулі поширювалися у списках та усній передачі народних співців; опубліковані вперше 1842 року.

## Поетична спадщина Махтумкулі

### Поезія Махтумкулі
Збереглося понад 10 000 рядків поезій Махтумкулі.
Вже у зрілому віці поет прибрав псевдонім Фрагі́ («розлучений») — наприкінці кожного вірша він поміщав цей підпис, іноді поруч зі справжнім ім'ям, наче звертаючись до себе, що в цілому відповідало звичаям його доби.
Махтумкулі уславлений, перш за все, творами туркменської патріотичної тематики — «Туркменська доля», «Наставляння», «Нашестя», «Заклик» тощо.
У віршах «От часи», «Шукає», «У багатьох життя» та ін. лунають соціальні мотиви; поезії «Мечем і словом», «Не вічний ти» та інші — про звичаї та взаємини між людьми.
Як це притаманно східній поезії в цілому, не обійшов Махтумкулі і тематику кохання — чудова лірика його вірші «Прийди на побачення», «Закоханій», «Володарка» та інші.

### Вірш «Туркменська доля»
Подібно до того, як «Заповіт» Тараса Шевченка перекладено 147 мовами народів світу, так само багатьма мовами перекладено й вірш Махтумкулі «Туркменська доля». На початку 1980-х років в Ашгабаті готувалася книжка — видання «Туркменської долі» різними мовами. Туркменський Держкомвидав звернувся до аналогічного нашого комітету з проханням зробити український переклад цього вірша; був надісланий і кваліфікований підрядник. Здійснення цієї справи було доручене київському видавництву «Дніпро». Редакція поезії видавництва замовила переклад Михайлу Москаленку, який чудово впорався з завданням у березні 1982 року), дотримуючись віршованого розміру та схеми римування першотвору. В Україні переклад побачив світ лише у 2006 році у часописі «Всесвіт» (№ 3–4).
Нижче наведено туркменський оригінал і український переклад М. Москаленка вірша «Туркменська доля».
| туркменський оригінал | український переклад |
| --- | --- |
| TÜRKMENIŇ Jeýhun bilen bahry-Hazar arasy, Çöl üstünden öser ýeli türkmeniň; Gül-gunçasy — gara gözüm garasy, Gara dagdan iner sili türkmeniň. Hak sylamyş bardyr onuň saýasy, Çyrpynşar çölünde neri, maýasy, Reňbe-reň gül açar ýaşyl ýaýlasy, Gark bolmuş reýhana çöli türkmeniň. Al-ýaşyl bürenip çykar perisi, Kükeýip bark urar anbaryň ysy, Beg, töre, aksakal ýurduň eýesi, Küren tutar gözel ili türkmeniň. Ol merdiň ogludyr, mertdir pederi, Görogly gardaşy, serhoşdyr seri, Dagda, düzde kowsa, saýýatlar diri Ala bilmez, ýolbars ogly türkmeniň. Köňüller, ýürekler bir bolup başlar, Tartsa ýygyn, erär topraklar-daşlar, Bir suprada taýýar kylynsa aşlar, Göteriler ol ykbaly türkmeniň. Köňül howalanar ata çykanda, Daglar lagla döner gyýa bakanda, Bal getirer, joşup derýa akanda, Bent tutdurmaz, gelse sili türkmeniň. Gapyl galmaz, döwüş güni har olmaz, Gargyşa, nazara giriftar olmaz, Bilbilden aýrylyp, solup, saralmaz, Daýym anbar saçar güli türkmeniň. Tireler gardaşdyr, urug ýarydyr, Ykballar ters gelmez hakyň nurudyr, Mertler ata çyksa, söweş sarydyr, Ýow üstüne ýörär ýoly türkmeniň. Serhoş bolup çykar, jiger daglanmaz, Daşlary syndyrar, ýoly baglanmaz, Gözüm gaýra düşmez köňül eglenmez, Magtymguly — sözlär tili türkmeniň. | Туркменська доля Джейхýн — Бахра-Хазáр: між двох оцих границь — Пустельна просторінь жарких вітрів туркменських! Рожевий цвіт троянд, огонь моїх зіниць, Гірська вода річок і ручаїв туркменських! Закон туркмена — честь, і правда тут свята; Баский його румак на волі вироста; Стобарвно веснами пустеля розцвіта, Буяє дивоцвіт серед степів туркменських! Красуня з'явиться в одінні осяйнім — Духмяним запахом повіє медяним; Найбільші мудреці владарять краєм цим, Зведе нові міста хист трударів туркменських! Туркмен — син воїна, і сам одважний він, Він з роду Гер-оглè, не жде на нього згин, Не схоплять вороги його серед рівнин, Бо мужність лев'яча — в єстві синів туркменських! Каміння плавиться, коли проходить рать, Серця єднаються і душі променять, А як збирається народ бенкетувать — Злинає вище дух од стрімчаків туркменських! Сміливцю весело не сходити з сідла! Він гляне — сиплеться рубінами скала, Гей річка чистими медами потекла… Не стримать греблями лавин і злив туркменських! Туркменові клятьба ворожа не страшна, Ані походів даль, ні битва навісна; В розлуці з солов'єм не опаде вона — Троянда запашна із квітників туркменських! Так! Доля — істини самої блиск ясний, А слава — чесний рід, племен братерський стрій. Оружно рушити на справедливий бій — Ось найжаданіший з усіх шляхів туркменських! Туркмена не схитнуть негоди й бурі злі, Немає перепон для нього на землі; І вічно житиме — сказав Махтумкулі — Народна мова, скарб коштовних слів туркменських! |

Примітки
Згаданий у вірші Бахра-Хазáр — це Каспій, Каспійське (Хазарське) море; Джейхýн — «бурхлива», постійний епітет річки Амудар'ї; Гер-оглè — герой однойменного епосу, відомого в туркменській, а також в узбецькій, казахській, таджицькій та інших версіях.

### Махтумкулі й Україна

Пам'ятник Махтумкулі в Києві

Українською мовою вірші Махтумкулі перекладали (щоправда, з підрядника) П.Тичина, В.Сосюра, М.Рильський, Л. Первомайський, В. Бичко, М.Москаленко тощо. Образ Махтумкулі змальовано у творах Я.Шпорти — «Слово про Махтумкулі» і «Кеміне сміється».
У радянський час культурний обмін між народами окремих республік СРСР, в тому числі і між українцями і туркменами, був інтенсивніший, адже часто інспірувався центром. Так у 1972 році в рамках Днів туркменської культури в Україні Київ відвідала численна делегація діячів культури з Ашгабату, які крім інших заходів, відкрили в Києві в Святошинському районі Бібліотеку ім. Махтумкулі. Ця бібліотека функціонує і досі. У її стінах працює музей творчості Махтумкулі. Тут зібрані цікаві експонати, альбоми й рідкісні видання книг Махтумкулі. Найціннішим експонатом є збірник віршів Махтумкулі мовою оригіналу з використанням арабської графіки. У музеї також посідають почесне місце й сучасні туркменські видання, що, зокрема, стосуються історії й культури країни. Бібліотека ім. Махтумкулі в Києві стала своєрідним осередком туркменської культури.

### Видання і посилання на твори Махтумкулі
Окреме видання поетичних творів Махтумкулі вийшли 1962 і 1983 р., російські перекладні видання (в Москві, Ленінграді і Ташкенті) належать до радянської доби:
- Махтумкулі. Поезії / Упорядкування, переклад із туркменської, передмова П. Мовчана. - К.: Дніпро. - 198 с. [Архівовано 24 березня 2019 у Wayback Machine.]
- Махтум-Кулі. Поезії. — К., 1962. — 119 с.
- Махтумкулі Фрагі Доле! Отямся, доле!.. [Архівовано 17 травня 2012 у Wayback Machine.] (укр.)
- Махтумкули. Избранное., М., 1960 (рос.)
- Махтумкули. Избранная лирика., Ташкент, 1977 (рос.)
- Махтумкули. Избранное., М.: «Худ. литература», 1983 (рос.)
- Махтумкули., Л.: «Советский писатель», 1984 (рос.)

### На грошах

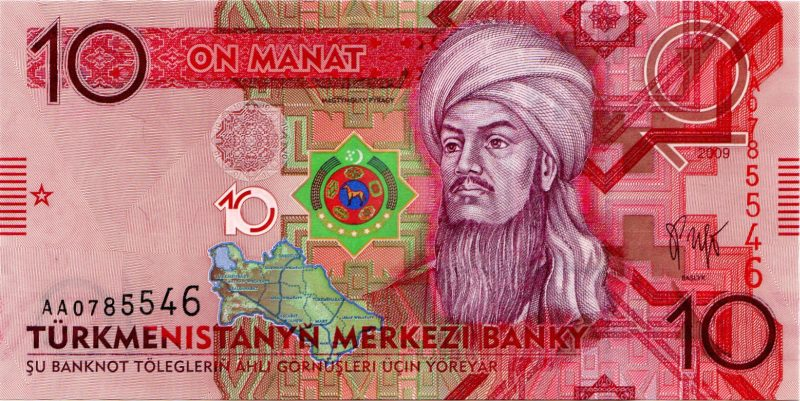
Банкнота номіналом 10 манатів, Туркменістан, 2009 рік

### Пам'ятники Махтумкулі

АшгабадАшгабад
Мавзолей Махтумкулі, Іран